# Huzhou
Huzhou (cinese: 湖州; pinyin: Hú zhōu) è una città-prefettura della Cina nella provincia dello Zhejiang.

## Amministrazione

### Gemellaggi
Leganés

## Galleria d'immagini

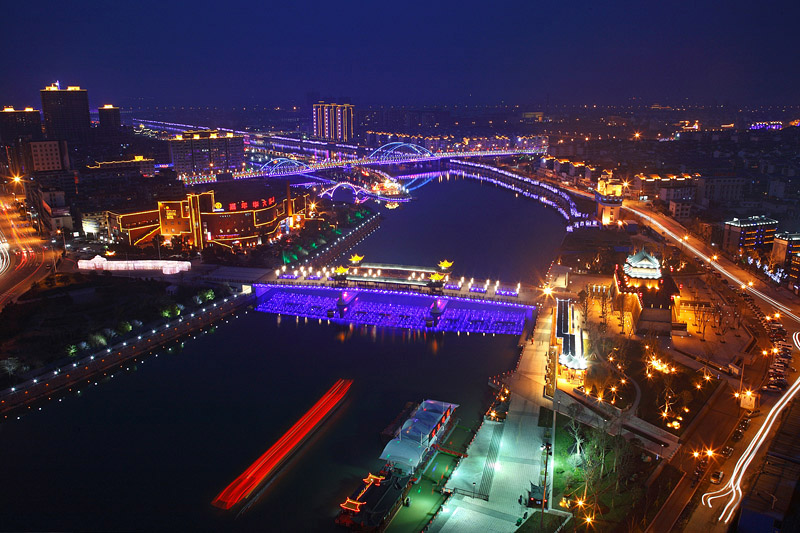
Paesaggio notturno
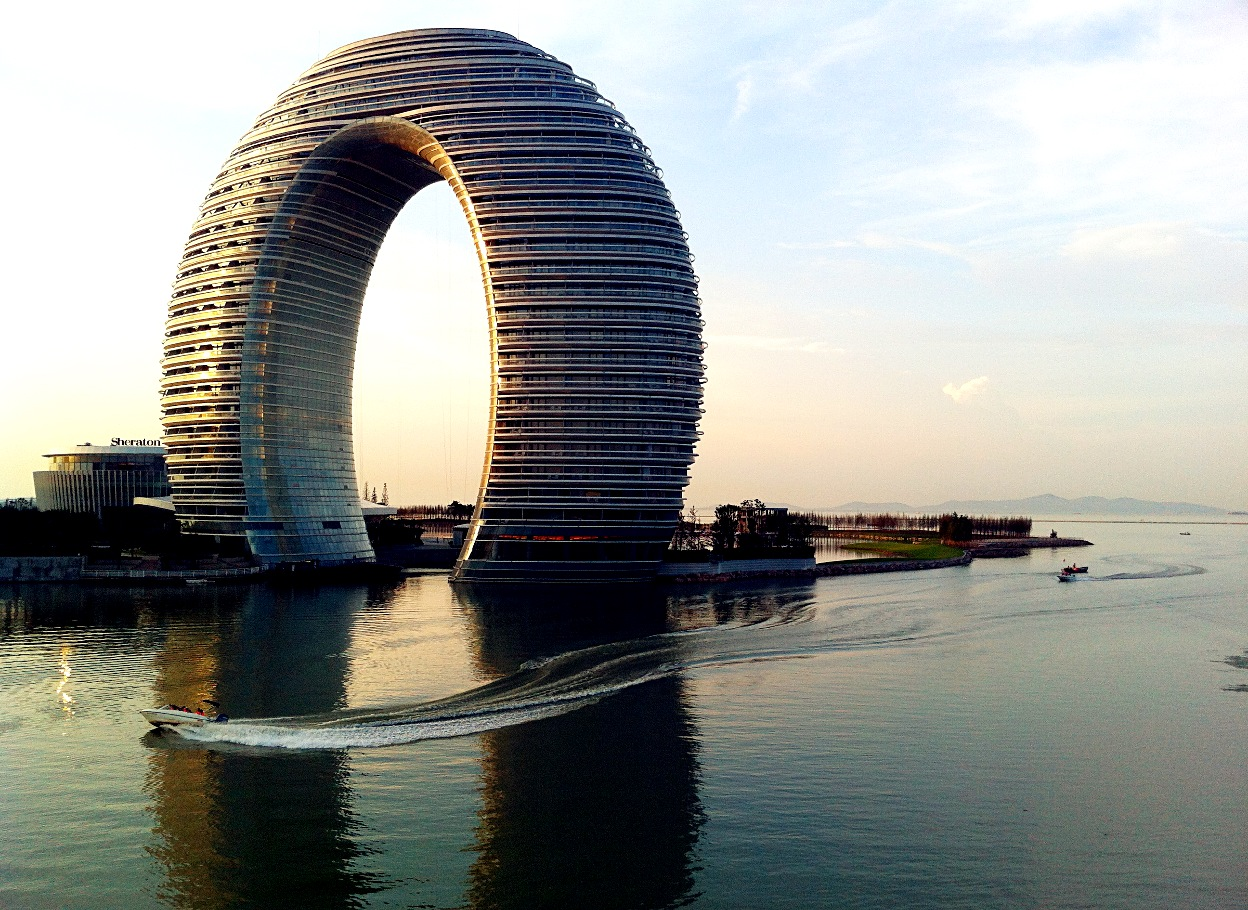
Sheraton Huzhou Hot Spring Resort
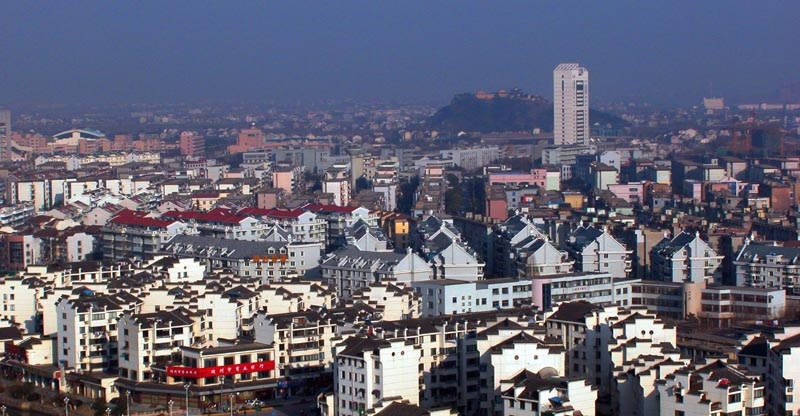
La parte orientale della città
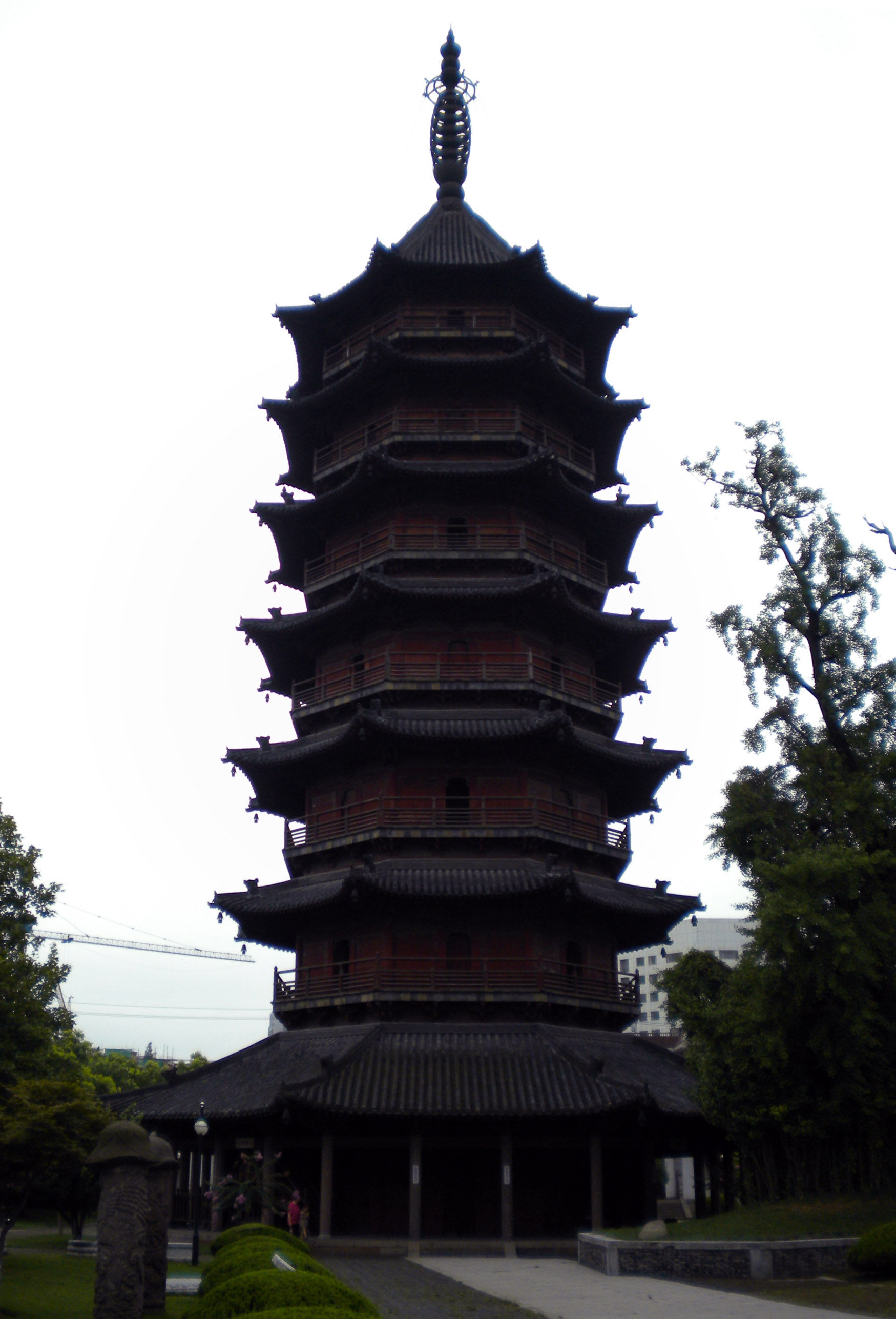
Pagoda Feiying
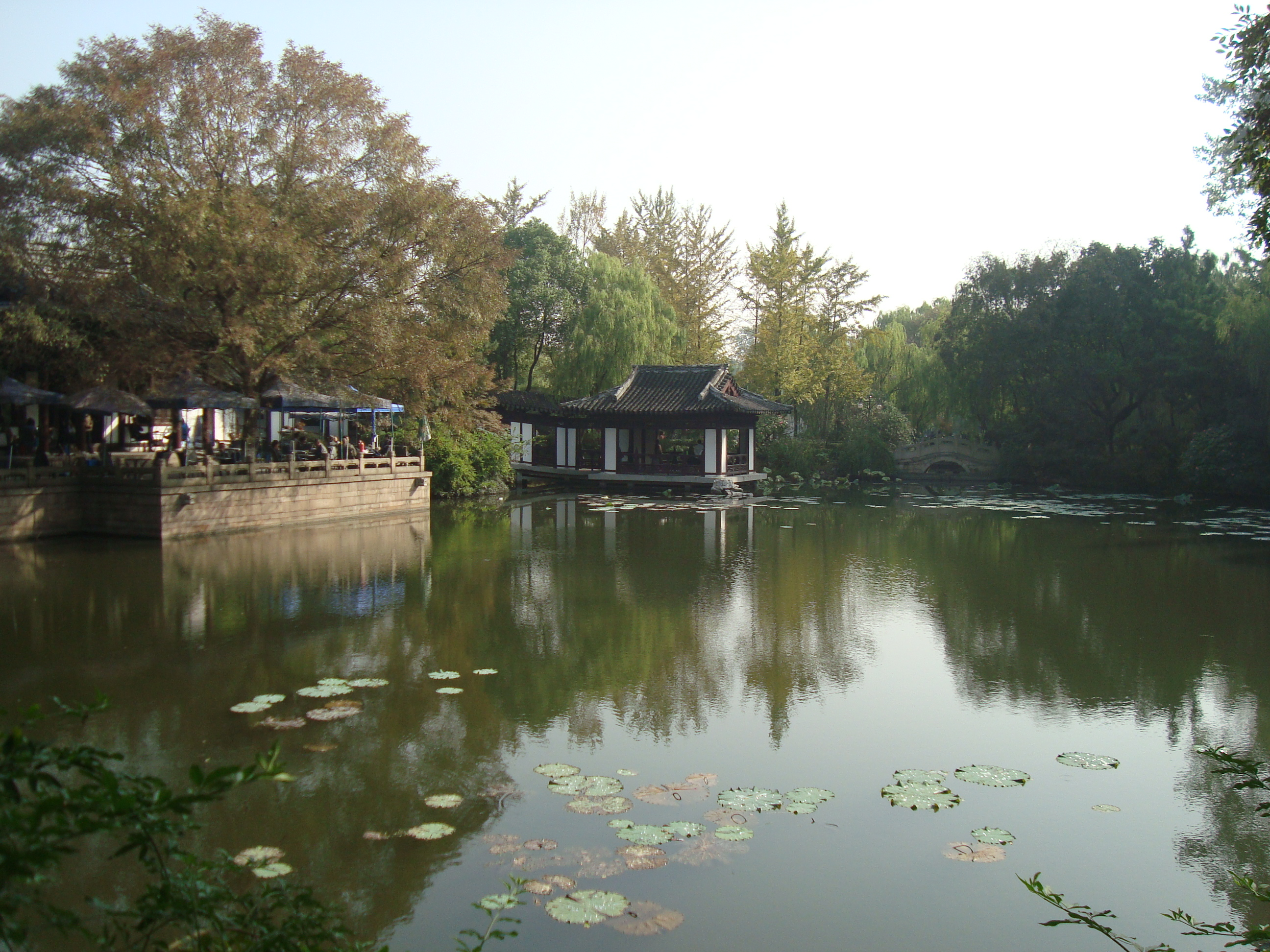
Giardino del loto (Lianhua Zhuang)